# Abdul Aziz (calciatore)
Abdul Aziz (Karachi, 11 gennaio 1986) è un ex calciatore pakistano, di ruolo centrocampista.

## Carriera

### Club
Ha giocato per 13 anni al National Bank of Pakistan, di cui è stato capitano e con cui ha vinto una Coppa del Pakistan. Nel 2016 si è trasferito all'Aiolikos.

### Nazionale
Ha debuttato in Nazionale nel 2005. Ha collezionato in totale, con la maglia della Nazionale, 25 presenze.